# 长白荡
31°05′21″N 120°43′09″E / 31.08904149999999°N 120.719188°E
长白荡是一个位于中国江苏省昆山市的湖泊，面积约为5.2平方千米，平均水深约为1.5米，蓄水量约为800万立方米。